# 三沢独立リーグ
三沢独立リーグ（みさわどくりつリーグ）は、2023年1月に活動を開始した社会人野球チームによる地域運営自主リーグ。名称に「独立リーグ」と入っているが、プロ選手による独立リーグではない。

## 概要
青森県三沢市内に存在する社会人野球チームがリーグ戦を実施する。参加チームは以下の6チームである。
- 沖澤塗装工業BBC
- (有)種市塗装 ブルースター
- Cafe alouette
- Bar CHAOZ・弥栄 PNK
- (株)Sky Next Sk Dreams
- 航空自衛隊三沢基地 JASDF

2024年時点で、市内の中学生を対象とした冠試合を行うことを検討している
2025年8月、三沢市内中学生を対象とした独立リーグ杯を開催予定。
2025年9月、三沢独立リーグ選抜チームを結成し、米軍基地野球部との日米交流戦を開催予定。
。